# Kamenzer Würstchen

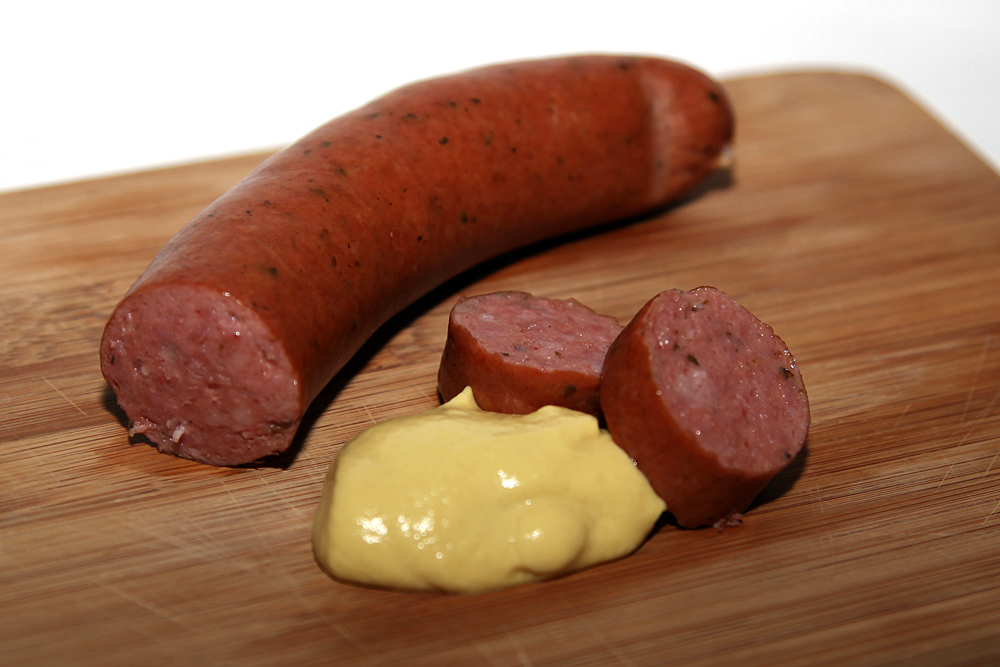
Kamenzer Würstchen mit Senf, in heißem Wasser gebrüht

Das Kamenzer Würstchen, oft kurz als Kamenzer bezeichnet, ist eine traditionelle Brühwurst bzw. Knackwurst, welche seit der Mitte des 19. Jahrhunderts vor allem in der sächsischen Stadt Kamenz und dem umliegenden Bereich hergestellt wird.

## Herstellung
Seit 2009 ist Kamenzer Würstchen als Wort- und Bildmarke beim Deutschen Patent- und Markenamt eingetragen. In der Markensatzung sind auch die Zutaten für originale Kamenzer festgelegt. Die Wurst besteht zu jeweils einem Drittel aus magerem und fettigem Rind- und einem Drittel Schweinefleisch. Das Wurstbrät wird mit einer Mischung aus Salz, Pfeffer, Kümmel und  Zwiebeln gewürzt, in Naturdärme (Saitlinge oder Schweinedärme) abgefüllt und über Buchenholz geräuchert.

## Geschichte
Der Fleischhauermeister Carl Heinrich Mierisch war Mitte des 19. Jahrhunderts Pächter der Kamenzer Garküche. Dort kreierte er die Rezeptur der Gamenzer Gnackwärschdl, die er erstmals auf dem Kamenzer Forstfest im Jahr 1859 zum Verkauf anbot. Zu Zeiten der DDR wurde der Anteil des teureren Rindfleischs reduziert, das Verhältnis zum Schweinefleisch lag meist bei 1:1. Außerdem wurde auf die ebenfalls teureren Saitlinge zu Gunsten der günstigeren Schweinedärme verzichtet. Nach der Wende 1989 wurde wieder nach der originalen Rezeptur produziert. Da immer mehr Fleischereien, auch außerhalb von Kamenz, die Würstchen produzierten und dabei teilweise die Rezeptur verändert wurde, ließ der Kamenzer Fleischerverein 2009 das Rezept sowie die Marke Kamenzer Würstchen rechtlich schützen.

## Sonstiges
Kamenzer Würstchen mit Kartoffelsalat zählen in der Region Kamenz zu den traditionellen Weihnachtsgerichten, die an Heiligabend zubereitet werden.
Ein Kamenzer Fleischermeister produzierte 2014 die mit einer Länge von 10,40 Meter und einem Gewicht von etwa 4 Kilogramm größte Kamenzer. Die Wurst wurde im Rahmen eines Gewinnspiels verlost.